# Mayrac
Mayrac är en kommun i departementet Lot i regionen Occitanien i södra Frankrike. Kommunen ligger i kantonen Souillac som tillhör arrondissementet Gourdon. År 2022 hade Mayrac 256 invånare.

## Befolkningsutveckling
Antalet invånare i kommunen Mayrac
| Referens: INSEE |